# Соловецкое восстание
Солове́цкое восста́ние, или Соловецкое сиде́ние — вооружённое сопротивление насельников Спасо-Преображенского Соловецкого монастыря церковным реформам патриарха Никона в XVII веке. Из-за отказа монастыря принять нововведения правительство в 1667 году приняло строгие меры, распорядилось конфисковать все вотчины и имущество монастыря. Годом позже на Соловки прибыли царские полки и приступили к осаде монастыря. Боевые действия различной интенсивности продолжались несколько лет и завершились лишь в 1676 году падением Соловецкого монастыря.

## Предыстория
К началу XVII века Соловецкий монастырь превратился в важный военный форпост для борьбы с шведской экспансией (Русско-шведская война 1656—1658 годов). Монастырь был хорошо укреплён и вооружён, а его насельники (425 человек на 1657 год) владели воинскими навыками. Соответственно, монастырь обладал съестными припасами на случай неожиданной шведской блокады. Его влияние широко распространялось по берегам Белого моря (Кемь, Сумский острог). Поморы активно снабжали продовольствием защитников Соловецкого монастыря.

## Причины

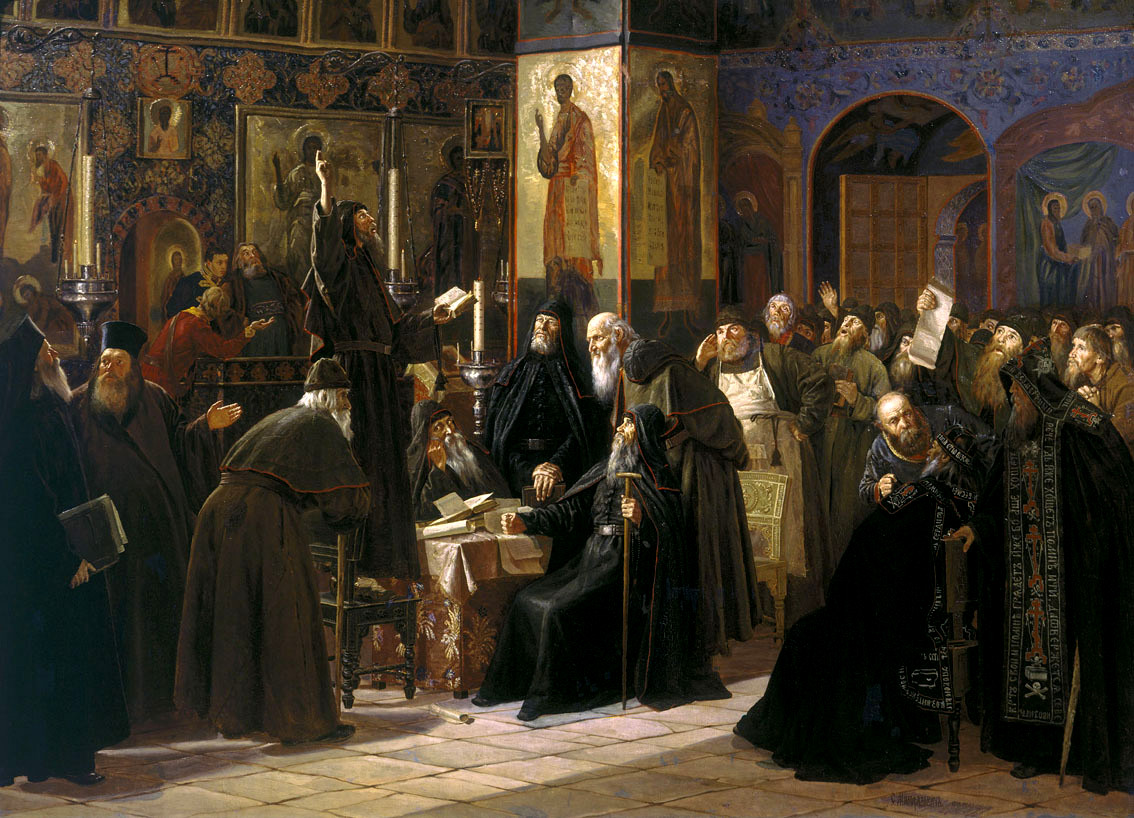
С. Д. Милорадович. «Чёрный собор», 1885

Причиной восстания послужили присланные из Москвы в 1657 году новые служебные книги. Решением совета соборных старцев эти книги были запечатаны в монастырской казённой палате, а богослужение продолжали проводить по старым книгам. В 1666—1667 годах соловляне (Геронтий (Рязанов)) написали царю пять челобитных в защиту старых богослужебных чинов. В 1667 году состоялся Большой Московский собор, который анафематствовал древние богослужебные чины и всех тех, кто их держится. 23 июля 1667 года власти назначили настоятелем монастыря сторонника реформ отца Иосифа, который должен был провести реформу в Соловецком монастыре. Иосиф был приведён в монастырь, и здесь на общем соборе монахи отказались принять его в качестве настоятеля, после чего Иосиф был изгнан из монастыря, позже настоятелем был избран архимандрит Никанор. Открытый отказ от принятия реформ был воспринят московскими властями как бунт.

## События

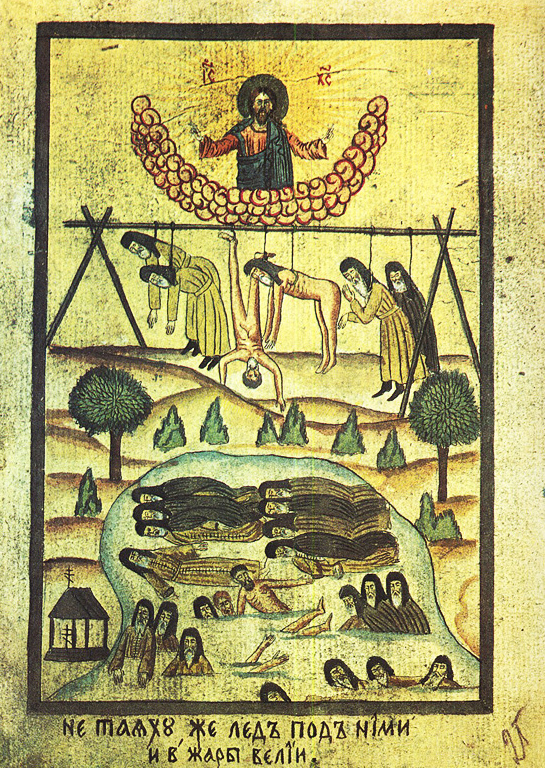
История Соловецкого восстания. Иллюстрация рукописи XVIII века

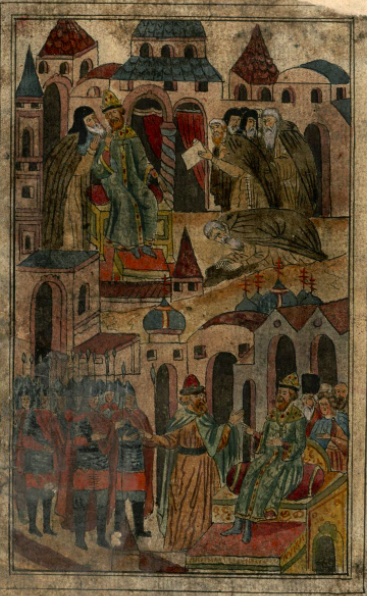
Иноки подают челобитную царю Алексею. Архимандрит Сергий оговаривает их перед царём. Царь посылает в Соловки Игнатия Волохова. Повесть о Соловецком восстании

3 мая 1668 года царским указом для приведения обители в повиновение на Соловки было послано стрелецкое войско. Стрельцы под командованием стряпчего Игнатия Волохова высадились на Соловецком острове 22 июня. На увещания отправленного Волоховым в монастырь посланца монахи ответили заявлением, что они «по новым книгам петь и служить отнюдь не хотят», а когда Волохов хотел силой войти в монастырь, его встретили пушечными выстрелами, и он, имея в своём распоряжении лишь незначительные силы, должен был отступить и удовольствоваться осадой монастыря, которая затянулась на несколько лет.
Первые годы осада Соловецкого монастыря велась слабо и с перерывами, так как правительство рассчитывало на мирное разрешение сложившейся ситуации. В летние месяцы правительственные войска высаживались на Соловецких островах, пытались окружить их и прервать связь монастыря с материком, а на зиму съезжали на берег в Сумский острог, причём двинских и холмогорских стрельцов распускали на это время по домам. Летом 1672 года Игнатия Волохова сменил воевода К. А. Иевлев, войско было увеличено до 725 стрельцов.
Такое положение сохранялось вплоть до 1673 года. В сентябре 1673 года на Белое море прибыл воевода Иван Мещеринов с указаниями начать активные военные действия против защитников Соловецкого монастыря, включая обстрел стен монастыря из пушек. До этого момента правительство рассчитывало на мирное разрешение ситуации и запрещало обстрел монастыря. Царь обещал прощение всем участникам восстания, добровольно явившимся с повинной.
Рано наступивший в октябре 1674 года холод вынудил Ивана Мещеринова отступить. Осада снова была снята, и войска отправлены на зимовку в Сумский острог. В 1674—1675 годах стрелецкое войско было удвоено.
До конца 1674 года монахи, оставшиеся в монастыре, продолжали молиться за царя Алексея Михайловича. 7 января 1675 года на сходке участников восстания было принято решение не молиться за царя — «ирода».
В конце мая 1675 года Мещеринов явился под монастырём с 185 стрельцами для разведки. Летом 1675 года военные действия ужесточились, и с 4 июня по 22 октября потери только осаждавших составили 32 человека убитыми и 80 человек ранеными. Мещеринов окружил монастырь 13 земляными городками (батареями) вокруг стен, стрельцы начали вести подкопы под башни. В августе прибыло пополнение в составе 800 двинских и холмогорских стрельцов. На этот раз Мещеринов решил не уходить с островов на зиму, а продолжать осаду и зимой. Однако защитники монастыря отстреливались и наносили правительственным силам большие потери. Подкопы были завалены при вылазке отряда защитников монастыря. 2 января 1676 года отчаявшийся Мещеринов сделал неудачный приступ к монастырю; штурм был отбит, погибли 36 стрельцов во главе с ротмистром Степаном Потаповым.

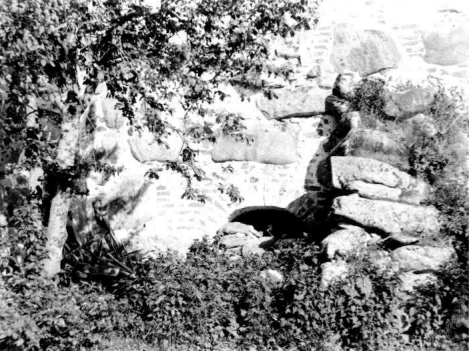
Тайный ход в сушило, через который нападавшие проникли в монастырь

18 января 1676 года один из перебежчиков — чернец Феоктист — сообщил Мещеринову, что можно проникнуть в монастырь изо рва Онуфриевской церкви и ввести стрельцов через окно, расположенное под сушилом у Белой башни и заложенное кирпичами, за час до рассвета, так как именно в это время происходит смена караула, и остаётся только по одному человеку на башне и стене. Тёмной снежной ночью 1 февраля 50 стрельцов во главе с Степаном Келиным, направляемые Феоктистом, подошли к заложенному окну: кирпичи были разобраны, стрельцы вошли в сушильную палату, добрались до монастырских ворот и отворили их. Защитники монастыря проснулись слишком поздно: около 30 человек из них бросились с оружием на стрельцов, но погибли в неравном бою, ранив только четверых человек.
После взятия монастыря обнаружилось, что к тому времени в нём почти не осталось собственно монахов. Большая часть иноков, не считая возможным для себя участвовать в бунте, давно ушли из монастыря или были из него изгнаны руководителями восстания. Нескольких монахов стрельцы обнаружили заточёнными в монастырскую тюрьму за несогласие с мятежниками. Они были сразу же освобождены.
После короткого разбирательства на месте предводители мятежников Никанор и Сашко, а также 26 других активных участников мятежа были казнены, другие разосланы в Кольский и Пустозерский остроги.

## В старообрядческой литературе

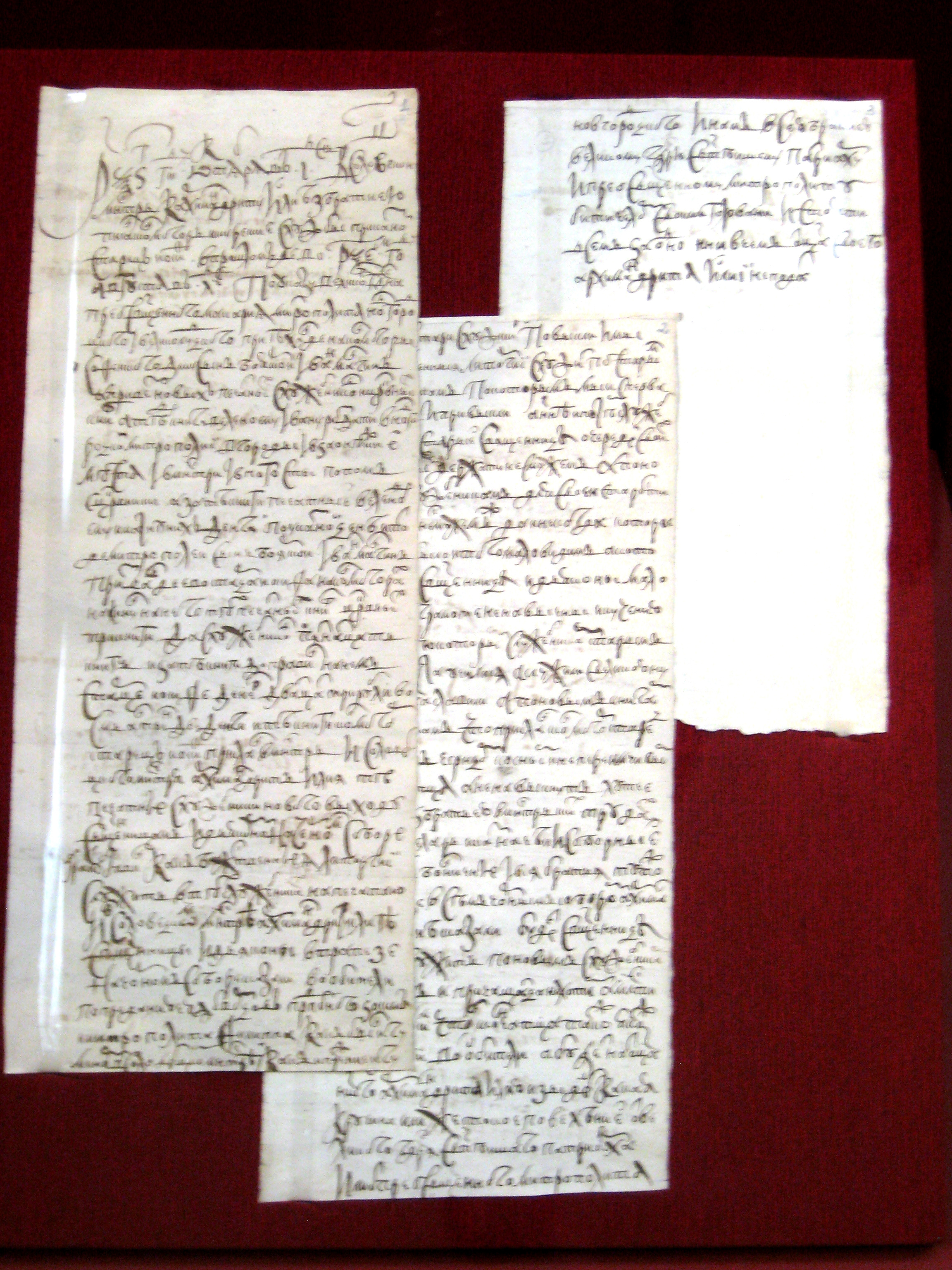
Соборный приговор соловецких иноков о неприятии новопечатных книг

Соловецкое восстание получило широкое освещение в старообрядческой литературе. Наиболее известным произведением является труд Андрея Денисова «История об отцах и страдальцах Соловецких иже за благочестие и святые церковные законы и предания в настоящее времена великодушно пострадаша», созданный в XVIII веке. В этом произведении описываются многочисленные жестокие убийства участников Соловецкого восстания. Например, автор сообщает:

И различно испытав, обрете во древлецерковнем благочестии тверды и не превратны, зельною яростию воскипев, смерти и казни различны уготовав: повесити сия завеща, овыя за выю, овыя же и множайшия междеребрия острым железом прорезавше, и крюком продевшим на нём обесити, каждаго на своём крюке. Блаженнии же страдальцы с радостию выю в вервь вдеваху, с радостию ноги к небесным тещи уготовляше, с радостию рёбра на прорезание дающе и широчайше спекулатором прорезати повелевающе.
— История об отцах и страдальцах Соловецких иже за благочестие и святые церковные законы и предания в настоящее времена великодушно пострадаша
Сообщается о большом количестве убитых (несколько сотен). Почти все защитники монастыря погибли в короткой, но жаркой схватке. В живых осталось только 60 человек. 28 из них были казнены сразу, в том числе Сашко Васильев и Никанор, остальные — позднее. Иноков жгли огнём, топили в проруби, подвешивали за рёбра на крюках, четвертовали, заживо морозили во льду. Из 500 защитников в живых осталось лишь 14.

## Канонизация убиенных участников восстания (Соловецкие мученики)
29 января (11 февраля) в РПСЦ совершается память святых мучеников и исповедников: архимандрита Никанора, инока Макария, сотника Самуила и иже с ними в Соловецкой обители за древлее благочестие пострадавших. 22 января (4 февраля) память Соловецких мучеников совершается в РДЦ (Святаго священномученика Никанора архимандрита и преподобных отец наших, иже с ним во обители Соловецкия избиенных от новолюбец, †1676). В старообрядчестве она совершается по крайней мере с конца XVIII века, этим временем датированы рукописи с памятью Соловецких мучеников.
Тропарь, глас 4

Земны́х благ возненави́дели есте́ и Небе́снаго Царя́ Христа́, Сы́на Бо́жия, возлюби́ли есте́, многообра́зныя ра́ны претерпе́ли есте́ и кро́вию свое́ю Солове́цкий о́стров вторы́м освяще́нием освяти́ли есте́, венцы́ от Бо́га я́ве прия́сте, о нас моли́тися приле́жно, блаже́ни, па́мять всепра́зднественную вам соверша́ющим.

Вели́кий Никано́ре, Христу́, Сы́ну Бо́жию, сострада́льче, моли́ся, умири́ти па́ству и лю́ди, Той бо есть ве́рным утвержде́ние.
Кондак, глас 2.

Ра́зумом на враги́ му́жески вооружи́вшееся, и вся тех се́ти разруши́сте, и побе́ду свы́ше прие́мше, земна́го царя́ не послу́шали есте́, и Ни́коново зло́е мудрова́ние под но́ги свои́ попра́ли есте́, и Влады́це всех Христу́, Сы́ну Бо́жию, моли́теся, свя́ти му́ченицы, всехва́лнии, единомы́сленно вопиюще́: «Коль добро́ и красно́ е́же бы́тии с Бо́гом».

## В культуре
- Сергей Максимов, «Год на Севере» (1859, СПб.; 3 изд., 1871).
- В первой серии советского многосерийного фильма «Михайло Ломоносов» поморский рыбак-старообрядец рассказывает юному Ломоносову историю восстания.
- Соловецкому восстанию посвящена песня Александра Городницкого «Соловки».
- События восстания изображены в телесериале «Раскол» (2011) режиссёра Николая Досталя.